# کلورکسولون
کلورکسولون (انگلیسی: Clorexolone) یک داروی دیورتیک سولفونامید است.